# びっくりガード

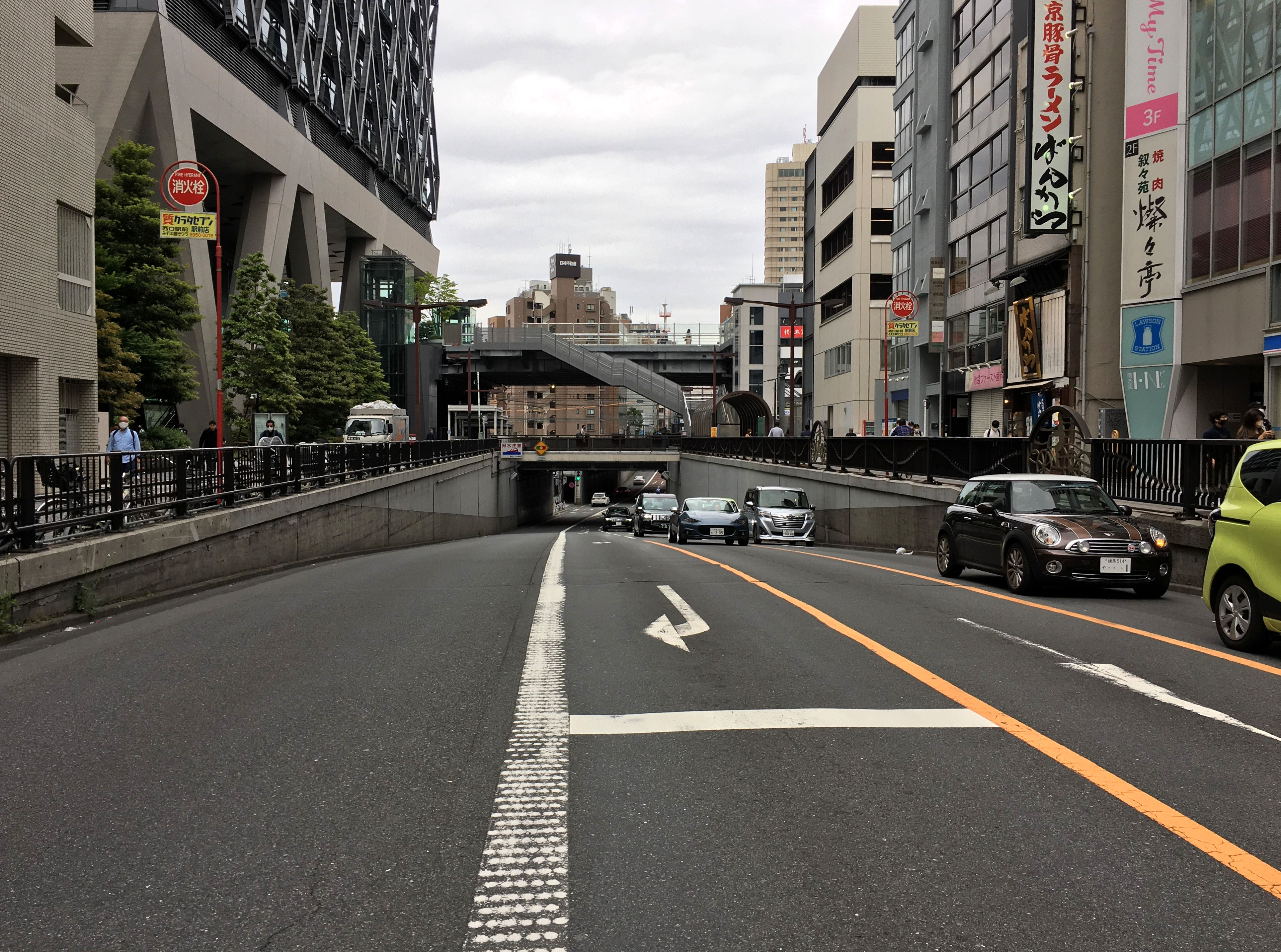
東側（2022年5月）

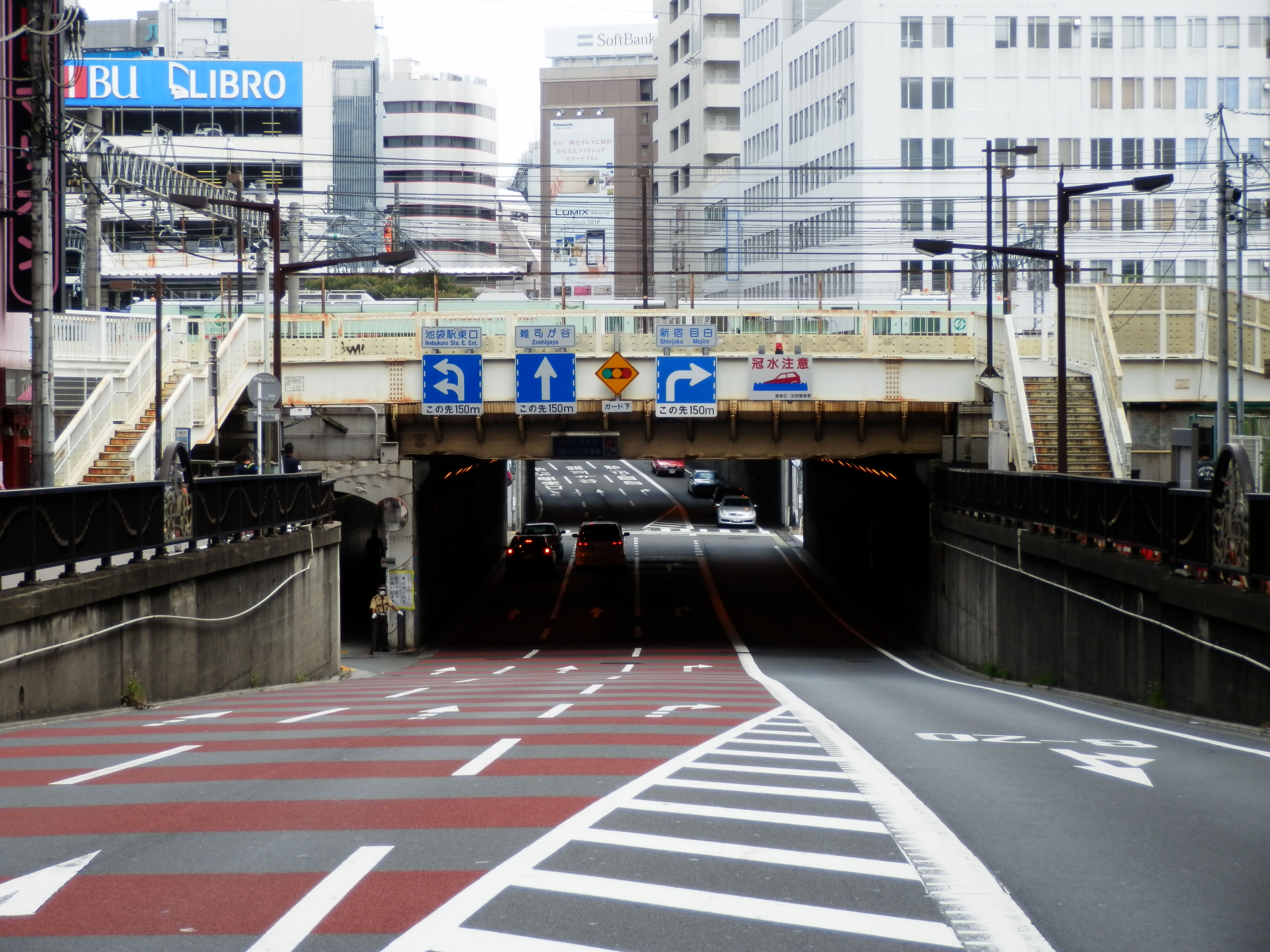
西側（2012年8月）

びっくりガードとは、池袋駅南端に接する鉄道橋およびその一帯の通称で、正式名称は鉄道橋が都道池袋架道橋（池袋ガード、管理番号40番）、道路が池袋南交差であるが、本項では通称であるびっくりガードと記述する。
当初は国鉄のみをガード下でくぐり、西武池袋線は100mほど北側を踏切で越えていた（池袋駅構内入り口、および、西武百貨店本館とイルムス館の間にある搬入用通路がその名残）。
銘板によると、JR側は東京工事局設計で昭和37年8月31日竣工、西武側は西武鐵道設計で昭和35年3月竣工であり、現在の形になったのは1963年（昭和38年）10月のことである。2005 - 06年には西武線側の耐震補強・改修工事が行われ、歩道の照明などが更新されている。
2014年以降、池袋駅100周年記念事業の一環として、隣接していた西武鉄道ビルを含む再開発事業が行われ、2019年3月にダイヤゲート池袋が竣工した。

## 概要
豊島区の中核である池袋は東西連絡路が少なく、駅北の池袋大橋と並んで東口側（南池袋・明治通り）と西口側（西池袋・要町通り）とを連絡する要所となっている。
鉄道は西武池袋線とJR山手線・埼京線・湘南新宿ラインが通っている。車道は区道（都市計画道路名は東京都市計画道路幹線街路補助線街路第172号線）で、東行きが3車線、西行きが1車線に配分されている。これは、東側がすぐ五差路（南池袋一丁目交差点：東口五差路とは別）があるため。歩道も階段や自転車用スロープがつけられ整備されている。歩道橋は両側にあり、池袋南交差東側歩道橋は1963年、池袋南交差西側歩道橋は1991年の設置となっていて、歩道とともに区が管理している。
底部には信号付きの交差点があり、南池袋から明治通りに連絡する豊島区道とJR池袋駅構内のそれぞれ入口となっている。2006年に区道両側の盛土壁面にすいどーばた美術学院の協力で落書き対策を兼ねたいろはかるたの図案壁画が描かれたが、翌年末の改修工事により「ら」以降は撤去された。
旧弦巻川の低地を利用した大きな窪地構造になっているため、区の排水場（西側歩道橋の南西側、排水能力は1分間に20t）が設置されているが、大雨時は道路冠水することもあり注意が掲示されている。ここが通行止めになると、目白通りや池袋駅北側の川越街道（国道254号）まで1km以上迂回することになる（間道はあるが、車輌は通れない）。休日になると、西武百貨店を利用する車で混雑する。

## 由来
「びっくり」の由来については諸説があり、のちの時代（例えば道路拡張後）に追加されたと思しきものもある。
- 電車通過の轟音に、人が驚いたり、馬が暴れたりした[3]。
- 蒸気機関車のドレンが橋下を通る人等に唐突に降りかかり驚いた。
- 立体交差自体が珍しく、驚いた[3]。
- 一本道と思ったらガード下に交差点があって、横道からの人車に驚いた。
- 道幅が狭く、自動車はすれ違いが難しく、対向車が来ないかおっかなびっくり、来るとドキッとした。
- 排水が悪く、ガード下が池のようになっていることが多かったから[3]。

などであり、いろはかるたの説明プレートでは轟音説が紹介されている。
その他の説として、戦前、東口側の出口はクランク状になっており、その近くに馬車の操車場（運送会社）があった。当時は馬車の交通が激しいにもかかわらず、道幅が狭く、馬車1台と人がやっと通れる位の道幅だった。戦前の鉄道のガード下は鉄道（汽車）が通るたびに大変な騒音が発生し焼けた石炭が落ちるため、歩行者は走って駆け抜けていた。ところが、出口の見通しが悪かったため、馬車の鼻面としばしば鉢合わせをすることになった。これが「びっくり」の由来とされる。

## 周辺
- 池袋大橋（1966年（昭和41年）11月竣工）
- 池袋跨線人道橋（パークブリッジ）（1998年（平成10年）10月竣工）
- 雑司ヶ谷架道橋（2007年（平成19年）10月改築竣工、幅員5.4mから5.5mに拡幅）
- 高田架道橋（2006年（平成18年）4月改築竣工、幅員2.7mから7.0mに拡幅）
- 山手跨線橋（2008年（平成20年）3月改築竣工、桁長22mから40mに延長）
- 長崎道踏切（2005年（平成17年）1月廃止、踏切からエレベータ付歩道橋に替わり、車輌の間道は無くなった）